# Бахилов, Василий Васильевич
Василий Васильевич Бахилов (1920—1983) — советский партийный и хозяйственный деятель, первый секретарь Сургутского горкома КПСС, Тюменская область. Герой Социалистического Труда (1971).

## Биография
Окончил Омскую советско-партийную школу (1959), Высшую партийную школу при ЦК КПСС (1965).
Герой Социалистического Труда, участник ВОВ. Награждён орденами Ленина, Трудового Красного Знамени, медалями.
В 1940—1946 годах служил в Советской армии. В 1959—1975 годах — первый секретарь Сургутского, Нижневартовского районного и городского комитетов КПСС. В 1975—1976 годах — секретарь областного Совета профсоюзов.
Направлял усилия коллективов на решение главной задачи — обеспечение быстрейшего открытия и освоения нефтяных месторождений. Способствовал открытию крупнейших в стране нефтяных месторождений: Усть-Балыкского, Правдинского, Мамонтовского, Западно-Сургутского, Самотлорского и др. Принимал участие в строительстве нефтепровода Усть-Балык-Омск.
30 марта 1971 года Указом Президиума Верховного Совета СССР удостоен звания Героя Социалистического Труда «за выдающиеся заслуги в выполнении заданий пятилетнего плана по добыче нефти и достижение высоких технико-экономических показателей в работе» с вручением ордена Ленина и золотой медали Серп и Молот.
В областной партийной организации и среди трудящихся округа пользовался большим уважением. Неоднократно избирался членом Тюменского обкома, депутатом окружного Совета депутатов трудящихся.

## Награды
- Медаль «Серп и Молот» (30.03.1971)
- Орден Ленина (30.03.1971)
- Орден Трудового Красного Знамени

## Память
Имя Василия Бахилова носит самолёт Boeing 737-800 (регистрационный номер VP-BUL) авиакомпании «ЮТэйр».
Самолёт был показан в конце фильма "Экипаж", 2016.
В честь Василия Васильевича Бахилова в 1983 году Исполкомом городского совета народных депутатов названа улица № 7 в городе Сургуте и улица в Тюмени в районе деревни Ворониной. В честь него названо Бахиловское месторождение нефти и газа в Нижневартовском районе.